# Zacatlán
Zacatlán ist eine Stadt mit etwa 40.000 Einwohnern und Hauptort der ungefähr 90.000 Einwohner zählenden gleichnamigen Gemeinde (municipio) im Nordwesten des mexikanischen Bundesstaats Puebla. Wegen ihres kolonialzeitlichen Zentrums zählt die Stadt zu den Pueblos Mágicos.

## Lage und Klima
Die Stadt Zacatlán liegt im mexikanischen Hochland ca. 175 km (Fahrtstrecke) nordöstlich der Stadt Puebla in einer Höhe von etwa 2000 m; Mexiko-Stadt ist ca. 215 km in südwestlicher Richtung entfernt. Das Klima ist gemäßigt bis mild; der für mexikanische Verhältnisse reichliche Regen (ca. 1080 mm/Jahr) kommt vom Atlantik bzw. vom Golf von Mexiko und fällt hauptsächlich während des Sommerhalbjahrs.

## Bevölkerung
| Jahr      | 1950  | 1980   | 2000   | 2005   | 2010   |
| Einwohner | 4.680 | 11.970 | 28.773 | 30.805 | 33.736 |

Nur ein kleiner Teil der Einwohner ist spanischer Abstammung; Umgangssprachen sind Spanisch sowie ein regionaler Nahuatl-Dialekt.

## Wirtschaft
Die Bewohner der Umgebung leben von der Landwirtschaft, wozu auch der Obstbau (vor allem Äpfel, Pflaumen und Kirschen) und die Viehhaltung zählen. In der Stadt selber haben sich Kleinhändler, Handwerker und Dienstleister aller Art niedergelassen.

## Geschichte
Im Jahr 1115 kam die Gegend unter die Kontrolle der Chichimeken; später folgten andere Nahuatl-sprechende Stämme. Im 14. Jahrhundert kamen die Azteken, deren Reich in den Jahren 1519 bis 1521 von den spanischen Conquistadoren unter Hernán Cortés erobert wurde. Das Gebiet um Zacatlán wurde an Hernán López de Avila übergeben. Die heutige Stadt entstand jedoch erst ab dem Jahr 1562. Der Franziskanerorden gründete hier einen Konvent mit dem Ziel der Missionierung der Indianer, der jedoch im Jahr 1661 weltlichen Priestern unterstellt wurde. Im Kampf für die Unabhängigkeit Mexikos (1810–1821) tat sich vor allem der Großgrundbesitzer José Francisco Osorno hervor, der die Gegend um Zacatlán lange Zeit kontrollierte. Im Jahr 1847 erhielt Zacatlán die vollen Stadtrechte (ciudad).

## Sehenswürdigkeiten
- Besonders beeindruckend ist das rechtwinklige Netz der Straßen im kolonialzeitlichen Zentrum der Stadt mit seinen vielen historischen Bauwerken, die sich vor allem im Bereich des Parque Central befinden.
- Der ehemalige Franziskanerkonvent entstand in den Jahren 1562 bis 1567. Die Kirche ist dreischiffig und wird von einer Holzbalkendecke überspannt.[4]
- Die Ende des 18. Jahrhunderts im Stil des klassizistischen Barock erbaute zweitürmige Kirche San Pedro mit ihren Anbauten steht unmittelbar an der Plaza Mayor; das gewölbte Innere ist einschiffig, verfügt jedoch über ein Querschiff mit überkuppelter Vierung.[5]
- Das zweigeschossige Rathaus (Palacio Municipal) entstand in den Jahren 1876 bis 1896. Das Erdgeschoss ist durch Arkaden (portales) geöffnet.[6]
- Die Stadt verfügt über ein Uhrenmuseum.

Pfarrkirche San Pedro
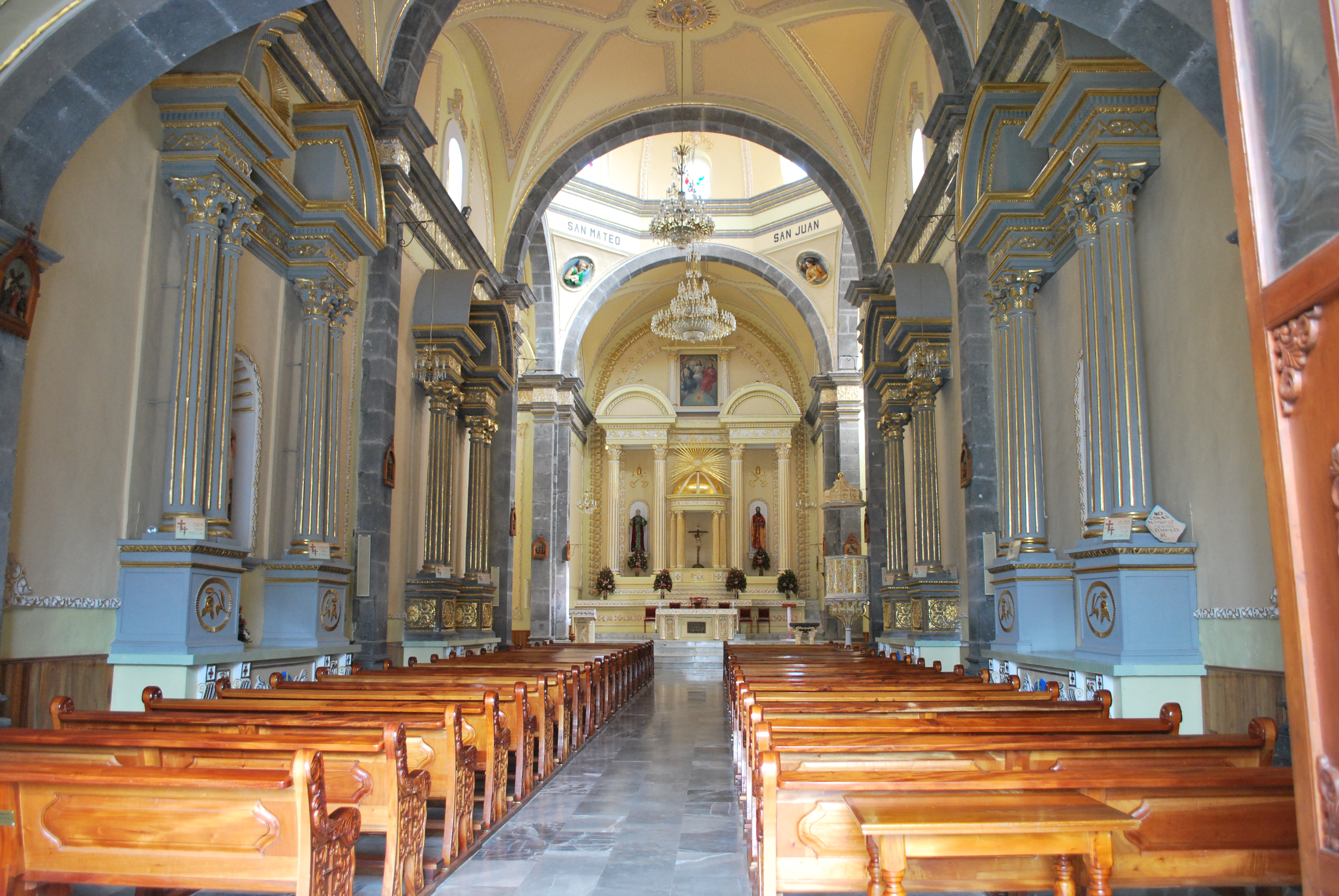
Pfarrkirche San Pedro
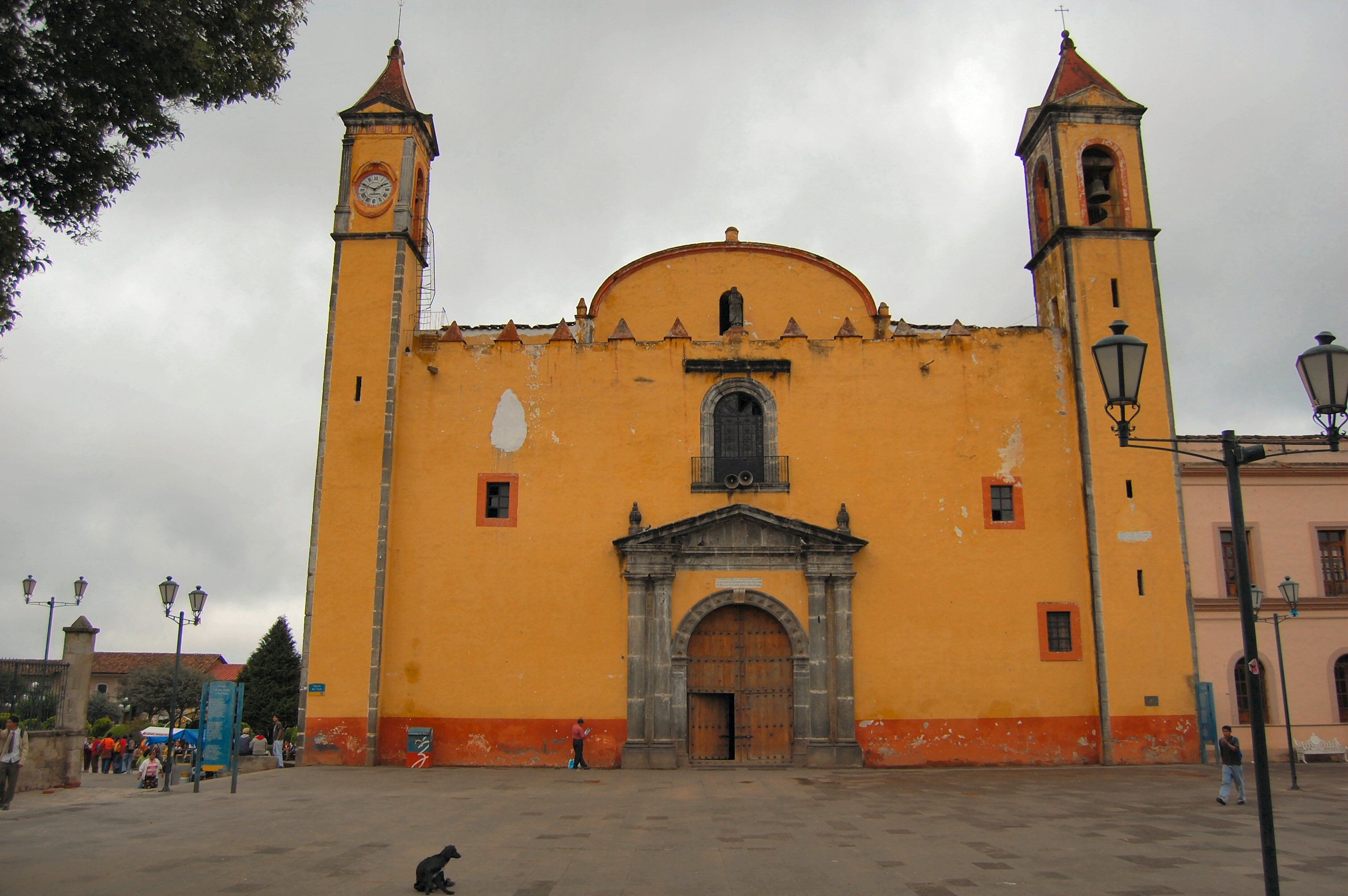
Kirche San Francisco de Asis
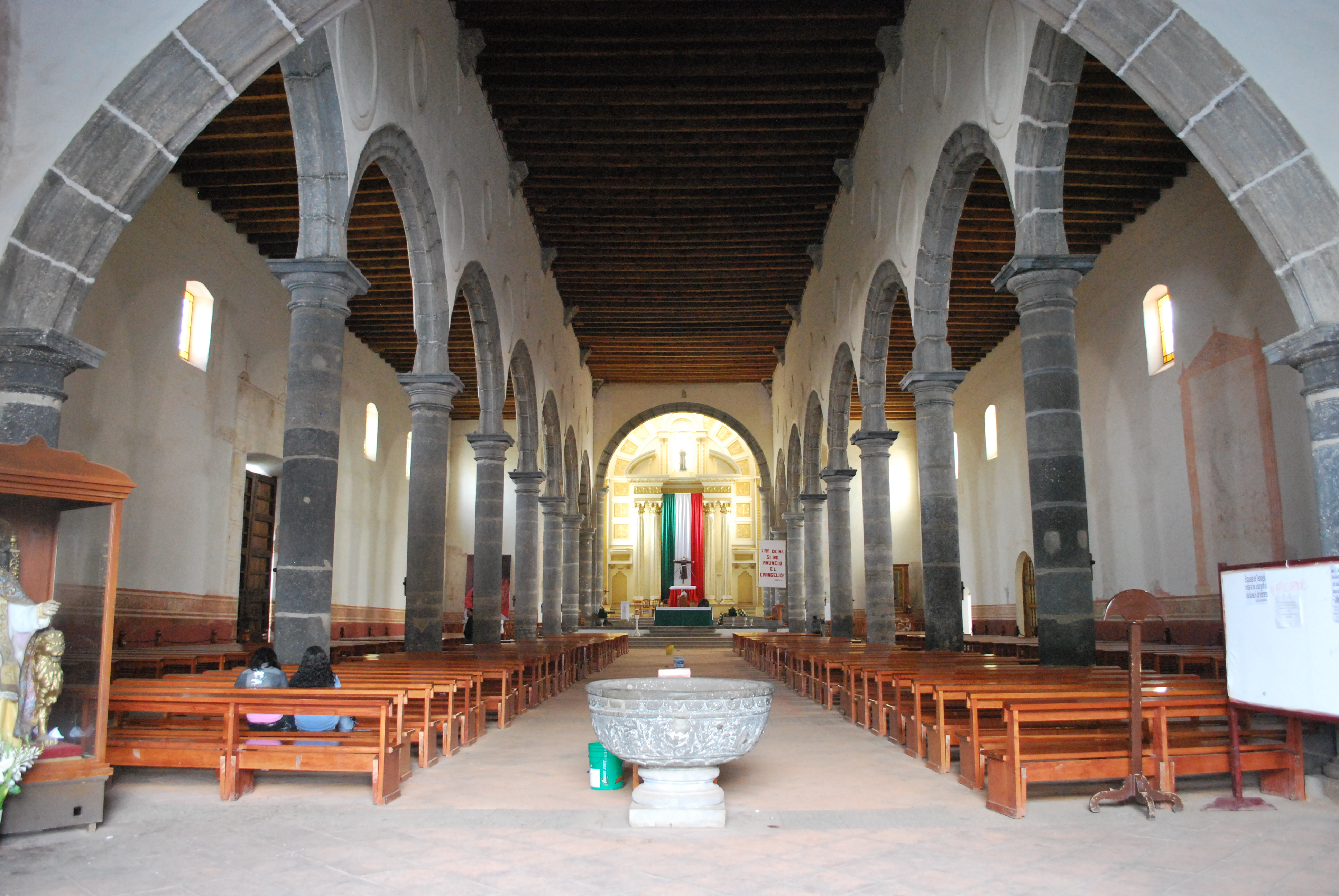
Kirche San Francisco de Asis

Umgebung
- Ca. 11 km südlich der Stadt befinden sich die bis zu 350 m hohen Tulimán-Wasserfälle (cascadas).[7]
- Ca. 15 km nordwestlich von Zacatlán liegt das Valle de las Piedras Encimadas („Tal der übereinander liegenden Steine“) mit seinen zuweilen bizarren Felsformationen.

## Persönlichkeiten
- Aurelio Barrios y Morales (1880–1943), Komponist, Organist, Pianist und Musikpädagoge